# Largul 120-celule stelat
În geometrie largul 120-celule stelat sau largul dodecaplex stelat este un politop cvadridimensional stelat regulat. Cele 120 de celule ale sale sunt mici dodecaedre stelate. Are 120 de vârfuri, 720 de laturi și 720 de fețe. Are simbolul Schläfli {5/2,5,5/2}. Este unul dintre cele 10 politopuri Schläfli–Hess regulate. Este autodual.

## Politopuri înrudite
Are același aranjament al laturilor ca și largul 600-celule și 120-celule icosaedric, și același aranjament al fețelor cu marele 120-celule stelat.
| H3 | A2 / B3 / D4 | A3 / B2 |
| -- | ------------ | ------- |
|    |              |         |

Datorită faptului că este autodual, nu are un analog tridimensional bun, dar (ca toate celelalte poliedre și politopuri stelate) este analog cu pentagrama bidimensională. Împreună cu el însăși poate forma compusul de două largi 120-celule stelate.